# Dominique Chaboche
Dominique Chaboche (ur. 12 maja 1937 w Paryżu, zm. 16 listopada 2005 w Le Port-Marly) – francuski polityk, menedżer i samorządowiec, od 1984 do 1986 poseł do Parlamentu Europejskiego II kadencji, deputowany krajowy.

## Życiorys
Syn przedsiębiorcy Henriego Chaboche. Kształcił się w Collège Stanislas. Zawodowo pracował jako menedżer, był m.in. dyrektorem kilku centrów handlowych w Paryżu oraz spółki z branży medialnej. W połowie lat 60. zaangażowany w nacjonalistyczny ruch Occident, a także w kampanię prezydencką Jean-Louisa Tixier-Vignancoura. W 1972 wstąpił do Frontu Narodowego, pełnił w nim funkcje sekretarza generalnego (1973–1975) i wiceprezesa (od 1975), odpowiadał za kwestie propagandy. W 1984 wybrany posłem do Parlamentu Europejskiego, gdzie przystąpił do Europejskiej Prawicy. Z Europarlamentu odszedł w 1986, obejmując mandat w Zgromadzeniu Narodowym, który wykonywał do końca kadencji w 1988. W latach 1986–2005 był członkiem i wiceprzewodniczącym rady regionu Górna Normandia, a od 1989 do 2001 radnym miejskim Rouen; pełnił też funkcję administratora tamtejszego portu.
Od 1966 żonaty z Anne-Marie Lejeune, miał dwoje dzieci. Był wyróżniany m.in. medalem z zakresu handlu morskiego.